# Benedetto Micheli
Benedetto Micheli (Roma, 1699 – Roma, 1784) è stato un musicista, librettista e poeta italiano, autore di componimenti in dialetto romanesco con lo pseudonimo di Jachella de la Lenzara.

## Biografia
Benedetto Micheli è stato autore del poema eroicomico in dialetto romanesco La Libbertà Romana acquistata e defesa e di numerosi sonetti di argomento classico, molti dei quali offrono il destro alla satira sui costumi e sui personaggi della Roma del Settecento. 
In campo musicale Micheli è considerato uno dei padri dell'intermezzo la cui importanza, nella storia dell'Opera lirica, risiede nella contrapposizione all'opera seria settecentesca, per il tono più realistico nel periodo di origine dell'opera buffa. 

## Opere (non esaustive)

### Letterarie
- Benedetto Micheli, Sonetti romaneschi (1750-1767), editi a cura di Enrico Celani, Roma: Tip. dell'Istituto Gould, 1889
- Benedetto Micheli, La libberta romana acquistata e defesa: povema eroicomico, in dialetto romanesco del sec. XVIII. Introduzione, testo con note, rimario, indici e glossario a cura di Rossella Incarbone Giornetti, Ripr. facs. dell'ed. del 1765, Roma: A. S., 1991. "Collana Altri Luoghi"; ISBN 88-85149-02-2.
- Benedetto Micheli, Povesie in lengua romanesca, edizione critica a cura di Claudio Costa, Roma: Edizioni dell'Oleandro, 1999

### Composizioni musicali
- Il Marchese di Spartivento, ovvero il cabalista ne sa men del caso, Farsetta per Musica di Benedetto Micheli su libretto di Pietro Auletta; al.comp.: Benedetto Micheli
- Sorgi dall'onde fuora Romano illustre Fiume, Componimento per musica da cantarsi nella festa de' SS. Pietro e Paolo apostoli, dopo esser stato presentato a nome di sua maesta c.a e c.ca il solito censo e chinea per il regno di Napoli alla santità di N. S. Clemente XII sommo pontefice l'anno 1734 dall'eccellentissimo [...] Scipione Publicola S. Croce barone e prencipe romano [...] ed ambasciador cesareo straordinario per la presentazione del detto censo e chinea, nella piazza avanti il palazzo dell'ecc. sua con solenne apparato. Musica del sig. Benedetto Micheli romano, in Roma: Nella Stamperia del Komarek, 1726
- Componimento da cantarsi nel giorno dell'eccelsissimonome della Sacra Cesarea Cattolica Real Maestà dell'imperatrice Elisabetta Christina per comando dell'eminentissimo, e reverendissimo signore il signor cardinale Alvaro Cienfuegos, poesia di Silvio Stampiglia, Musica di Benedetto Micheli romano, In Roma: nella stamperia del Komarek al Corso in Piazza di Sciarra, 1722.
- Il Tigrane, ovvero La virtù trionfante dell'amore e dell'odio, musica di Benedetto Micheli, (1724)
- Don Frullone marchese di Lupino, intermezzi da recitarsi nel Teatro alla Torre Argentina nel carnevale dell'anno 1737. Musica del sig. Benedetto Micheli romano, Carnevale Teatro Argentina Roma, (1737)
- Componimento da cantarsi nel giorno del glorioso nome della Sacra Cesarea Cattolica Real Maesta dell'imperadrice Elisabetta Cristina per comandamento dell'eminentissimo e reverendissimo signore il signor cardinale Alvaro Cienfuegos, parole di Gian Bernardino Pontici fra gl'Arcadi Solimbo Badio, Musica di Benedetto Micheli romano